# Theil-Rabier

Theil-Rabier este o comună în departamentul Charente, Franța. În 1 ianuarie 2022 avea o populație de 163 de locuitori.